# Thornton Carle Fry
Thornton Carle Fry (Findlay, Ohio, 7 de janeiro de 1892 – 1 de janeiro de 1991) foi um matemático estadunidense, conhecido como autor de dois livros-texto amplamente utilizados, Probability and its engineering uses (1928) e Elementary differential equations (1929).
Thornton C. Fry obteve o bacharelado no Findlay College em 1912 e começou seus estudos de pós-graduação em matemática, física e astronomia em Wisconsin. Obteve um mestrado em 1913 e um Ph.D. em matemática aplicada em 1920 na Universidade do Wisconsin-Madison, orientado por Charles Sumner Slichter. Fry trabalhou como matemático industrial na Western Electric de 1916 a 1924 e então nos Bell Telephone Laboratories (Bell Labs). Após aposentar-se nos Bell Labs, trabalhou como consultor nos Boeing Scientific Research Labs e também, durante a década de 1960, com Walter Orr Roberts, diretor do National Center for Atmospheric Research.
Foi palestrante convidado do Congresso Internacional de Matemáticos em Toronto (1924). Em 1982 a Mathematical Association of America (MAA) concedeu-lhe o MAA's distinguished service award.

## Publicações selecionadas
- «The graphical computation of transit factors». Popular Astronomy. 24: 17–21. 1916. Bibcode:1916PA.....24...17F
- «Graphical solution of the position of a body in an elliptic orbit». The Astronomical Journal. 29: 141–146. 1916. Bibcode:1916AJ.....29..141F
- «The solution of circuit problems. Mathematical methods of investigation resulting from the application of Fourier's integral». Physical Review. 14 (2): 115–136. 1919
- com R. V. L. Hartley: «The binaural location of pure tones». Physical Review. 18 (6): 431–442. 1921
- com R. V. L. Hartley: «The binaural location of complex sounds». Bell Labs Technical Journal. 1 (2): 33–42. 1922
- «The theory of the Schroteffekt». Journal of the Franklin Institute. 199 (2): 203–220. 1929. doi:10.1016/S0016-0032(25)91045-9
- «The use of continued fractions in the design of electrical networks». Bull. Amer. Math. Soc. 35: 463–498. 1929. doi:10.1090/S0002-9904-1929-04747-5
- «Differential equations as a foundation for electrical circuit theory». The American Mathematical Monthly. 36 (10): 499–504. 1929. JSTOR 2299959
- «Two problems in potential theory». The American Mathematical Monthly. 39 (4): 199–209. 1932. doi:10.2307/2300663
- com John R. Carson: «Variable frequency electric circuit theory with an application to the theory of frequency-modulation». Bell Labs Technical Journal. 16 (4): 513–540. 1937. doi:10.1002/j.1538-7305.1937.tb00766.x
- «The semicentennial celebration of the American Mathematical Society—September 6–9, 1938». Bulletin of the American Mathematical Society. 43 (9): 593–594. 1937. doi:10.1090/S0002-9904-1937-06580-3
- «The χ2-test of significance». Journal of the American Statistical Association. 33 (203): 513–525. 1938. doi:10.1080/01621459.1938.10502328
- «Industrial Mathematics by Thornton C. Fry, Mathematical Research Director, Bell Telephone Laboratories, New York, NY». In: Research—A National Resource. II. Industrial Research, Report of the National Resource Council to the National Resources Planning Board, December 1940. Washington, DC: U. S. Government Printing Office. 1941. pp. 268–288
- «Industrial mathematics». Bell Labs Technical Journal. 20 (3): 255–292. 1941. doi:10.1002/j.1538-7305.1941.tb03138.x
- «Some numerical methods for locating roots of polynomials» (PDF). Quarterly of Applied Mathematics. 3 (2): 89–105. 1945
- «Mathematics as a profession today in industry». The American Mathematical Monthly. 63 (2): 71–80. 1956. doi:10.2307/2306427
- «Mathematicians in industry—the first 75 years». Science. 143 (3609): 934–938. 1964. JSTOR 1712826

## Patentes
- "System for determining the direction of propagation of wave energy." U.S. Patent 1,502,243, issued July 22, 1924.
- "Harmonic analyzer." U.S. Patent 1,503,824, issued August 5, 1924.
- "Filtering circuit." U.S. Patent 1,559,864, issued November 3, 1925.